# Klopeiner See
Klopeiner See är en sjö i Österrike.   Den ligger i förbundslandet Kärnten, i den sydöstra delen av landet, 220 km sydväst om huvudstaden Wien. Klopeiner See ligger 444 meter över havet. Arean är 1,1 kvadratkilometer.
I omgivningarna runt Klopeiner See växer i huvudsak blandskog. Runt Klopeiner See är det ganska glesbefolkat, med 47 invånare per kvadratkilometer.